# Văn, Lũng Nam
Văn (chữ Hán giản thể: 文縣, chữ Hán giản thể: 文县, bính âm: Wén Xiàn, âm Hán Việt: Văn huyện) là một huyện thuộc địa cấp thị Lũng Nam, tỉnh Cam Túc, Cộng hòa Nhân dân Trung Hoa. Huyện Văn có diện tích 4994 km², dân số năm 2004 là 240.000 người. Mã số hành chính của huyện Văn là 746400. Chính quyền huyện đóng ở trấn Thành Quan. Về mặt hành chính, huyện này được chia thành 2 trấn, 23 hương. 
- trấn (Trung Quốc): Thành Quan và Bích Khẩu.
- Hương: Thiết Lâu, Thương Đức, Hoành Đơn, Đơn Bảo, Thượng Đơn, Lưu Gia Bình, Ngọc Lũy, Phạm Bá, Điếm Bá, Tiêu Gia, Trung Điện, Khẩu Đầu Bá, Tiêm Sơn, Lâm Giang, Lê Bình, Xá Thư, Đồn Trại, Kiều Đầu, Bảo Tử Bá, Thạch Phường, Thạch Kê Bá, Mã Dinh và Trung Trại.